# Tipsport liga 2009
Zimní Tipsport liga 2009 byl druhý ročník tohoto turnaje po změně názvu. Turnaj se konal ve dnech od 6. ledna do 25. ledna v sedmi městech České republiky a Slovenska. Účastnilo se jí 24 klubů zařazených do šesti skupin.

## Účastníci
- SK Slavia Praha
- Bohemians 1905
- Viktoria Plzeň
- 1. FK Příbram
- FK Baumit Jablonec
- Slovan Liberec
- FC Dukla Praha
- Viktoria Žižkov
- FK Teplice
- SK Kladno
- FK Baník Most
- FK Ústí nad Labem
- 1. FC Brno
- SK Sigma Olomouc
- FC Tescoma Zlín
- FK ZTS Dubnica
- FC Artmedia Petržalka
- Inter Bratislava
- 1. FC Slovácko
- FC Nitra
- MŠK Žilina
- MFK Ružomberok
- Dukla Banská Bystrica
- FC Vítkovice

## Hostující města
| Město              | Skupina | Stadion                       | Zápasy                          |
| Praha              | A       | sport. areál SK Slavia Praha  | čtvrtfinále, semifinále, finále |
| Brno               | D       | Sport. cent. Brno-Ivanovice   | čtvrtfinále                     |
| Jablonec nad Nisou | B       |                               |                                 |
| Liberec            | B       |                               |                                 |
| Děčín              | C       | hř. FK Junior Děčín           |                                 |
| Bratislava         | E       | sport. areál Inter Bratislava |                                 |
| Žilina             | F       | hř. Žilina - Strážov          |                                 |

## Skupiny

### Skupina A
| #  | Tým             | Z | V | R | P | + | - | B |
| 1. | Viktoria Plzeň  | 2 | 2 | 0 | 0 | 3 | 1 | 6 |
| 2. | Bohemians 1905  | 2 | 0 | 1 | 1 | 2 | 3 | 1 |
| 3. | 1. FK Příbram   | 2 | 0 | 1 | 1 | 1 | 2 | 1 |
|    | SK Slavia Praha | - | - | - | - | - | - | - |

| 10. ledna 2009 10:30 CET |                   |                                    |                                                                    |
| SK Slavia Praha          | anulováno (1 - 2) | Bohemians 1905                     | sportovní areál Eden, Praha diváci: 300 rozhodčí: Drahoslav Drábek |
| Marek Jarolím 68'        |                   | 36' Dalibor Slezák 51' Martin Cseh | sportovní areál Eden, Praha diváci: 300 rozhodčí: Drahoslav Drábek |

| 10. ledna 2009 13:30 CET                             |                   |                       |                                                                |
| 1. FK Příbram                                        | anulováno (3 - 1) | SK Slavia Praha       | sportovní areál Eden, Praha diváci: 90 rozhodčí: Tomáš Kovařík |
| Tomáš Borek 3' Vítězslav Brožík 5' Jan Kalabiška 83' |                   | 45' (pen) Jan Kovařík | sportovní areál Eden, Praha diváci: 90 rozhodčí: Tomáš Kovařík |

| 11. ledna 2009 13:30 CET |                   |                                  |                                                                   |
| SK Slavia Praha          | anulováno (1 - 2) | Viktoria Plzeň                   | sportovní areál Eden, Praha diváci: 50 rozhodčí: Drahoslav Drábek |
| Radek Gulajev 89'        |                   | 24' Adam Varadi 78' Daniel Kolář | sportovní areál Eden, Praha diváci: 50 rozhodčí: Drahoslav Drábek |

| 14. ledna 2009 14:00 CET |       |               |                             |
| Viktoria Plzeň           | 1 - 0 | 1. FK Příbram | sportovní areál Eden, Praha |
| Adam Varadi 44'          |       |               | sportovní areál Eden, Praha |

| 17. ledna 2009 11:00 CET |       |                     |                             |
| Bohemians 1905           | 1 - 1 | 1. FK Příbram       | sportovní areál Eden, Praha |
| Lukáš Adam 39'           |       | 9' Vítězslav Brožík | sportovní areál Eden, Praha |

| 18. ledna 2009 11:00 CET |       |                               |                             |
| Bohemians 1905           | 1 - 2 | Viktoria Plzeň                | sportovní areál Eden, Praha |
| Martin Kotyza 25'        |       | 66' Tomáš Rada 82' Petr Trapp | sportovní areál Eden, Praha |

### Skupina B
| #  | Tým                | Z | V | R | P | + | - | B |
| 1. | Slovan Liberec     | 3 | 2 | 1 | 0 | 4 | 1 | 7 |
| 2. | FC Dukla Praha     | 3 | 1 | 1 | 1 | 4 | 4 | 4 |
| 3. | Viktoria Žižkov    | 3 | 1 | 1 | 1 | 7 | 8 | 4 |
| 4. | FK Baumit Jablonec | 3 | 0 | 1 | 2 | 4 | 6 | 1 |

| 13. ledna 2009 14:00 CET                                   |       |                                                                   |                                                            |
| FK Baumit Jablonec                                         | 3 - 4 | Viktoria Žižkov                                                   | Mšeno nad Nisou, Jablonec diváci: 450 rozhodčí: Emil Ubias |
| Luboš Loučka 15' (pen) Jan Balík 21' (vl) Jan Vošáhlík 73' |       | 12' Jan Kalod 19' Jan Kalod 29' Vladimír Pokorný 83' Jakub Hottek | Mšeno nad Nisou, Jablonec diváci: 450 rozhodčí: Emil Ubias |

| 14. ledna 2009 14:00 CET |       |                   |                           |
| FK Baumit Jablonec       | 0 - 1 | FC Dukla Praha    | Mšeno nad Nisou, Jablonec |
|                          |       | Lubomír Blaha 89' | Mšeno nad Nisou, Jablonec |

| 15. ledna 2009 14:00 CET               |       |                |                             |
| Viktoria Žižkov                        | 2 - 0 | Slovan Liberec | hřiště Sokol Doubí, Liberec |
| Luděk Vaculík 61' David Folwarczny 68' |       |                | hřiště Sokol Doubí, Liberec |

| 17. ledna 2009 11:00 CET |       |                    |                           |
| Slovan Liberec           | 1 - 1 | FK Baumit Jablonec | Mšeno nad Nisou, Jablonec |
| Gól                      |       | Gól                | Mšeno nad Nisou, Jablonec |

| 17. ledna 2009 14:00 CET                                         |       |                                                    |                             |
| Viktoria Žižkov                                                  | 3 - 3 | FC Dukla Praha                                     | sportovní areál Eden, Praha |
| Riste Naumov 44' Luděk Vaculík 75' (pen) Luděk Vaculík 83' (pen) |       | 7' Lubomír Blaha 60' Luděk Zelenka 68' Michal Šmíd | sportovní areál Eden, Praha |

| 20. ledna 2009 10:30 CET |       |                |                                         |
| FC Dukla Praha           | 0 - 1 | Slovan Liberec | sportovní areál Eden, Praha diváci: 100 |
|                          |       | 57' Pietruzska | sportovní areál Eden, Praha diváci: 100 |

### Skupina C
| #  | Tým               | Z | V | R | P | + | - | B |
| 1. | FK Ústí nad Labem | 3 | 3 | 0 | 0 | 8 | 2 | 9 |
| 2. | SK Kladno         | 3 | 1 | 1 | 1 | 5 | 3 | 4 |
| 3. | FK Baník Most     | 3 | 0 | 2 | 1 | 3 | 6 | 2 |
| 4. | FK Teplice        | 3 | 0 | 1 | 2 | 3 | 8 | 1 |

| 10. ledna 2009 10:30 CET |       |                         |                                                                 |
| FK Teplice               | 1 - 1 | FK Baník Most           | hřiště FK Junior Děčín, Děčín diváci: 100 rozhodčí: Josef Košec |
| Jakub Mareš (pen.) 34'   |       | 77' (pen.) Karel Franěk | hřiště FK Junior Děčín, Děčín diváci: 100 rozhodčí: Josef Košec |

| 11. ledna 2009 15:00 CET |       |                           |                                                                 |
| SK Kladno                | 0 - 1 | FK Ústí nad Labem         | hřiště FK Junior Děčín, Děčín diváci: 280 rozhodčí: Ivan Teuber |
|                          |       | 58' (pen.) Michal Valenta | hřiště FK Junior Děčín, Děčín diváci: 280 rozhodčí: Ivan Teuber |

| 14. ledna 2009 13:00 CET |       |                  |                                          |
| FK Baník Most            | 1 - 1 | SK Kladno        | hřiště FK Junior Děčín, Děčín diváci: 50 |
| Bedřich Štumpf 67'       |       | 31' Patrik Gross | hřiště FK Junior Děčín, Děčín diváci: 50 |

| 14. ledna 2009 16:00 CET |       |            |                               |
| FK Ústí nad Labem        | 3 - 1 | FK Teplice | hřiště FK Junior Děčín, Děčín |
|                          |       |            | hřiště FK Junior Děčín, Děčín |

| 17. ledna 2009 10:30 CET |       |                                                                                       |                               |
| FK Teplice               | 1 - 4 | SK Kladno                                                                             | hřiště FK Junior Děčín, Děčín |
| Pavel Verbíř 54' (pen)   |       | Jaromír Šilhan 21' František Mašanský 53' Michal Zachariáš 72' František Mašanský 87' | hřiště FK Junior Děčín, Děčín |

| 17. ledna 2009 14:00 CET |       |                       |                               |
| FK Baník Most            | 1 - 4 | FK Ústí nad Labem     | hřiště FK Junior Děčín, Děčín |
| Gól                      |       | Gól · Gól · Gól · Gól | hřiště FK Junior Děčín, Děčín |

### Skupina D
| #  | Tým              | Z | V | R | P | + | - | B |
| 1. | 1. FC Brno       | 3 | 3 | 0 | 0 | 6 | 2 | 9 |
| 2. | SK Sigma Olomouc | 3 | 1 | 1 | 1 | 5 | 6 | 4 |
| 3. | FC Tescoma Zlín  | 3 | 1 | 0 | 2 | 4 | 4 | 3 |
| 4. | FK ZTS Dubnica   | 3 | 0 | 1 | 2 | 2 | 5 | 1 |

| 7. ledna 2009 13:00 CET             |       |                  |                                                       |
| SK Sigma Olomouc                    | 2 - 1 | FC Tescoma Zlín  | Brno-Ivanovice diváci: 300 rozhodčí: Miroslav Zelinka |
| Tomáš Hořava 54' Vojtěch Štěpán 62' |       | 90' Karel Kroupa | Brno-Ivanovice diváci: 300 rozhodčí: Miroslav Zelinka |

| 10. ledna 2009 10:00 CET |       |                 |                                                  |
| FC Tescoma Zlín          | 0 - 1 | 1. FC Brno      | Brno-Ivanovice diváci: 300 rozhodčí: Dušan Možíš |
|                          |       | 68' Josef Šural | Brno-Ivanovice diváci: 300 rozhodčí: Dušan Možíš |

| 10. ledna 2009 12:00 CET |       |                        |                                                   |
| FK ZTS Dubnica           | 1 - 1 | SK Sigma Olomouc       | Brno-Ivanovice diváci: 100 rozhodčí: Tomáš Adámek |
| Marek Kuzma 61'          |       | 7' (vl.) Marcel Ondráš | Brno-Ivanovice diváci: 100 rozhodčí: Tomáš Adámek |

| 10. ledna 2009 14:00 CET |       |                                                     |                                                      |
| FK ZTS Dubnica           | 1 - 3 | FC Tescoma Zlín                                     | Brno-Ivanovice diváci: 100 rozhodčí: Antonín Kordula |
| Petr Zapalač 64'         |       | 33' Martin Pulkert 46' Tomáš Poznar 71' Petr Krutin | Brno-Ivanovice diváci: 100 rozhodčí: Antonín Kordula |

| 10. ledna 2009 16:00 CET                                                 |       |                                           |                                                        |
| 1. FC Brno                                                               | 4 - 2 | SK Sigma Olomouc                          | Brno-Ivanovice diváci: 400 rozhodčí: Zdeněk Dobrovolný |
| David Kalivoda 41' Petr Čoupek 69' Elton Lira (pen.) 73' Tomáš Došek 83' |       | 19' Tomáš Pospíšil 58' (vl.) Martin Jílek | Brno-Ivanovice diváci: 400 rozhodčí: Zdeněk Dobrovolný |

| 17. ledna 2009 13:00 CET |       |                |                                                 |
| 1. FC Brno               | 1 - 0 | FK ZTS Dubnica | Brno-Ivanovice diváci: 100 rozhodčí: Petr Mikel |
| Josef Šural 69'          |       |                | Brno-Ivanovice diváci: 100 rozhodčí: Petr Mikel |

### Skupina E
| #  | Tým                   | Z | V | R | P | + | - | B |
| 1. | Inter Bratislava      | 3 | 2 | 1 | 0 | 5 | 3 | 7 |
| 2. | 1. FC Slovácko        | 3 | 1 | 2 | 0 | 1 | 0 | 5 |
| 3. | FC Artmedia Petržalka | 3 | 1 | 1 | 1 | 3 | 3 | 4 |
| 4. | FC Nitra              | 3 | 0 | 0 | 3 | 1 | 4 | 0 |

| 10. ledna 2009 10:30 CET                    |       |                       |                                  |
| Inter Bratislava                            | 3 - 2 | FC Artmedia Petržalka | fotbalový areál Inter Bratislava |
| Filip Kiss 29' Ján Čirik 84' Juraj Kuba 86' |       | 3' 58' Róbert Ujčík   | fotbalový areál Inter Bratislava |

| 10. ledna 2009 13:00 CET |       |                      |                                  |
| FC Nitra                 | 0 - 1 | 1. FC Slovácko       | fotbalový areál Inter Bratislava |
|                          |       | 24' Bronislav Sládek | fotbalový areál Inter Bratislava |

| 14. ledna 2009 13:00 CET |       |                |                                  |
| FC Artmedia Petržalka    | 0 - 0 | 1. FC Slovácko | fotbalový areál Inter Bratislava |
|                          |       |                | fotbalový areál Inter Bratislava |

| 14. ledna 2009 15:00 CET |       |                  |                                  |
| FC Nitra                 | 1 - 2 | Inter Bratislava | fotbalový areál Inter Bratislava |
|                          |       |                  | fotbalový areál Inter Bratislava |

| 17. ledna 2009 10:30 CET |       |          |                                  |
| FC Artmedia Petržalka    | 1 - 0 | FC Nitra | fotbalový areál Inter Bratislava |
| Gól                      |       |          | fotbalový areál Inter Bratislava |

| 17. ledna 2009 13:00 CET |       |                  |                                  |
| 1. FC Slovácko           | 0 - 0 | Inter Bratislava | fotbalový areál Inter Bratislava |
|                          |       |                  | fotbalový areál Inter Bratislava |

### Skupina F
| #  | Tým                   | Z | V | R | P | + | - | B |
| 1. | MŠK Žilina            | 3 | 1 | 2 | 0 | 4 | 3 | 5 |
| 2. | MFK Ružomberok        | 3 | 1 | 1 | 1 | 3 | 2 | 4 |
| 3. | FC Vítkovice          | 3 | 1 | 1 | 1 | 3 | 6 | 4 |
| 4. | Dukla Banská Bystrica | 3 | 1 | 0 | 2 | 2 | 4 | 3 |

| 10. ledna 2009 11:00 CET |       |                  |                                                      |
| MŠK Žilina               | 1 - 1 | MFK Ružomberok   | Žilina - Strážov diváci: 200 rozhodčí: Kamil Horváth |
| Mário Pečalka 59'        |       | 14' Andrej Lovás | Žilina - Strážov diváci: 200 rozhodčí: Kamil Horváth |

| 10. ledna 2009 13:00 CET                 |       |                       |                  |
| FC Vítkovice                             | 2 - 0 | Dukla Banská Bystrica | Žilina - Strážov |
| Jaroslav Diviš 57' Martin Limanovský 70' |       |                       | Žilina - Strážov |

| 13. ledna 2009 12:00 CET |       |                       |                                          |
| MFK Ružomberok           | 0 - 1 | Dukla Banská Bystrica | Žilina - Strážov rozhodčí: Ľuboš Kapusta |
|                          |       | 48' Tomáš Pančík      | Žilina - Strážov rozhodčí: Ľuboš Kapusta |

| 13. ledna 2009 14:00 CET |       |                  |                  |
| MŠK Žilina               | 1 - 1 | FC Vítkovice     | Žilina - Strážov |
| Admir Vladavič 77'       |       | 82' Radim Derych | Žilina - Strážov |

| 17. ledna 2009 11:00 CET |       |                                   |                  |
| Dukla Banská Bystrica    | 1 - 2 | MŠK Žilina                        | Žilina - Strážov |
| Michal Filo 61'          |       | Admir Vladavič 34' Emil Rilke 85' | Žilina - Strážov |

| 17. ledna 2009 13:00 CET |       |              |                  |
| MFK Ružomberok           | 2 - 0 | FC Vítkovice | Žilina - Strážov |
| Gól · Gól                |       |              | Žilina - Strážov |

### Skupiny druhých

#### Skupiny A-C
| #  | Tým            | Z | V | R | P | + | - | B |
| 1. | SK Kladno      | 3 | 1 | 1 | 1 | 5 | 3 | 4 |
| 2. | FC Dukla Praha | 3 | 1 | 1 | 1 | 4 | 4 | 4 |
| 3. | Bohemians 1905 | 3 | 1 | 1 | 1 | 4 | 4 | 4 |

#### Skupiny D-F
| #  | Tým              | Z | V | R | P | + | - | B |
| 1. | 1. FC Slovácko   | 3 | 1 | 2 | 0 | 1 | 0 | 5 |
| 2. | SK Sigma Olomouc | 3 | 1 | 1 | 1 | 5 | 6 | 4 |
| 3. | MFK Ružomberok   | 3 | 1 | 1 | 1 | 3 | 2 | 4 |

## Play-Off
Do čtvrtfinále postupují vítězové skupin a k nim se připojí nejlepší druhý tým ze skupin A, B, nebo C a nejlepší druhý tým ze skupin D, E, nebo F.
|  | Čtvrtfinále       | Čtvrtfinále    |                 |                | Semifinále      | Semifinále  |  |  | Finále | Finále |
|  |                   |                |                 |                |                 |             |  |  |        |        |
|  |                   |                |                 |                |                 |             |  |  |        |        |
|  |                   |                |                 |                |                 |             |  |  |        |        |
|  | Viktoria Žižkov   | 3              |                 |                |                 |             |  |  |        |        |
|  | Viktoria Žižkov   | 3              |                 |                |                 |             |  |  |        |        |
|  | FK Ústí nad Labem | 1              |                 |                |                 |             |  |  |        |        |
|  | FK Ústí nad Labem | 1              | Viktoria Žižkov | 0              |                 |             |  |  |        |        |
|  |                   |                | Viktoria Žižkov | 0              |                 |             |  |  |        |        |
|  |                   | SK Kladno      | 1               |                |                 |             |  |  |        |        |
|  | Viktoria Plzeň    | SK Kladno      | 1               | 3              |                 |             |  |  |        |        |
|  | Viktoria Plzeň    |                |                 | 3              |                 |             |  |  |        |        |
|  | SK Kladno         | 4              |                 |                |                 |             |  |  |        |        |
|  | SK Kladno         | 4              | SK Kladno       | 1              |                 |             |  |  |        |        |
|  |                   |                | SK Kladno       | 1              |                 |             |  |  |        |        |
|  |                   | 1. FC Brno     | 2               |                |                 |             |  |  |        |        |
|  | 1. FC Brno        | 1. FC Brno     | 2               | 4              |                 |             |  |  |        |        |
|  | 1. FC Brno        |                |                 | 4              |                 |             |  |  |        |        |
|  | Inter Bratislava  | 0              |                 |                |                 |             |  |  |        |        |
|  | Inter Bratislava  | 0              | 1. FC Brno      | 3              | Třetí místo     | Třetí místo |  |  |        |        |
|  |                   |                | 1. FC Brno      | 3              | Třetí místo     | Třetí místo |  |  |        |        |
|  |                   | 1. FC Slovácko | 0               |                |                 |             |  |  |        |        |
|  | MŠK Žilina        | 1. FC Slovácko | 0               | 1              | Viktoria Žižkov | 4           |  |  |        |        |
|  | MŠK Žilina        |                |                 | 1              | Viktoria Žižkov | 4           |  |  |        |        |
|  | 1. FC Slovácko    | 3              |                 | 1. FC Slovácko | 1               |             |  |  |        |        |
|  | 1. FC Slovácko    | 3              |                 |                | 1               |             |  |  |        |        |
|  |                   |                |                 |                |                 |             |  |  |        |        |
|  |                   |                |                 |                |                 |             |  |  |        |        |

### Čtvrtfinále
| 21. ledna 2009 16:00 CET |       |                |                                  |
| MŠK Žilina               | 1 - 3 | 1. FC Slovácko | Sportovní centrum Brno-Ivanovice |
|                          |       |                | Sportovní centrum Brno-Ivanovice |

| 21. ledna 2009 11:00 CET                         |       |                                                                     |                                               |
| Viktoria Plzeň                                   | 3 - 4 | SK Kladno                                                           | sportovní areál Eden, Praha rozhodčí: Kovařík |
| Petr Trapp 10' Jakub Navrátil 60' Jiří Mlika 72' |       | 16' David Hlava 44' Vít Beneš 68' Pavel Bartoš II 88' Lukáš Zoubele | sportovní areál Eden, Praha rozhodčí: Kovařík |

| 21. ledna 2009 14:00 CET                                                                   |       |                  |                                                                                   |
| 1. FC Brno                                                                                 | 4 - 0 | Inter Bratislava | Sportovní centrum Brno-Ivanovice diváci: 500 rozhodčí: Mikel - Večeřa, Dobrovolný |
| František Schneider ml. 18' Tomáš Došek 21' František Schneider ml. 48' David Kalivoda 54' |       |                  | Sportovní centrum Brno-Ivanovice diváci: 500 rozhodčí: Mikel - Večeřa, Dobrovolný |

| 21. ledna 2009 14:00 CET                                   |       |                       |                             |
| Viktoria Žižkov                                            | 3 - 1 | FK Ústí nad Labem     | sportovní areál Eden, Praha |
| Riste Naumov 14' Petr Švancara 21' Petr Švancara 26' (pen) |       | 31' Bohumil Nádeníček | sportovní areál Eden, Praha |

### Semifinále
| 24. ledna 2009 10:30 CET |        |           |                             |
| Viktoria Žižkov          | 0 - 1p | SK Kladno | Sportovní areál Eden, Praha |
|                          |        |           | Sportovní areál Eden, Praha |

| 24. ledna 2009 14:00 CET                            |       |                |                                                                      |
| 1. FC Brno                                          | 3 - 0 | 1. FC Slovácko | Sportovní areál Eden, Praha diváci: 90 rozhodčí: Jech - Urban, Jílek |
| Jan Trousil 39' Martin Živný 67' Zbyněk Pospěch 74' |       |                | Sportovní areál Eden, Praha diváci: 90 rozhodčí: Jech - Urban, Jílek |

### Zápas o 3. místo
| 25. ledna 2009 ? CET |       |                |                             |
| Viktoria Žižkov      | 4 - 1 | 1. FC Slovácko | Sportovní areál Eden, Praha |
|                      |       |                | Sportovní areál Eden, Praha |

### Finále
| 25. ledna 2009 14:00 CET |       |                                      |                                                                               |
| SK Kladno                | 1 - 2 | 1. FC Brno                           | Sportovní areál Eden, Praha diváci: 150 rozhodčí: Kocourek - Moudrý, Pospíšil |
| Vít Beneš 51'            |       | Zbyněk Pospěch 3' Roman Smutný 90+2' | Sportovní areál Eden, Praha diváci: 150 rozhodčí: Kocourek - Moudrý, Pospíšil |